# Menjagrà collblanc
El menjagrà collblanc (Sporophila morelleti) és un ocell de la família dels tràupids (Thraupidae).

## Hàbitat i distribució
Habita zones arbustives, boscos clars, matolls, terres de conreu i sabanes de les terres baixes des del sud de Texas, Mèxic a Nuevo León i Tamaulipas, cap al sud, per la costa del Carib, a través de San Luis Potosí, Veracruz, nord d'Oaxaca, Tabasco i la península de Yucatán, Chiapas, Guatemala i Belize, cap al sud, fins l'oest de Panamà.